# Michael Buback
Michael Buback (Nobitz, 16 de fevereiro de 1945) é um químico alemão. É professor da Universidade de Göttingen.
Filho de Siegfried Buback, procurador-geral da Alemanha assassinado pelo grupo militante Fração do Exército Vermelho em 1977.
Recebeu a Medalha Bunsen de 2007.